# フランク・アイアンズ
フランク・アイアンズ（Francis "Frank" Cleveland Irons、1886年3月23日- 1942年6月19日)は、アメリカ合衆国アイオワ州デモイン出身の男子陸上競技選手。1908年ロンドンオリンピックの金メダリストである。

## 経歴
アイアンズは1908年ロンドンオリンピックで4種目に出場。立ち幅跳びでは記録不明で順位は8位以下、立ち高跳びでも1.42mで8位、さらに三段跳では12.67mで16位に終わった。しかし、走幅跳では、7.48mという記録を出し、2位の同じアメリカのダニエル・ケリーに40cm近い差をつけ圧勝。金メダルに輝いた。
アイアンズは、4年後のストックホルムオリンピックには、前回金メダルの走幅跳だけ出場。6.80mに終わり9位に終わった。しかし、翌年に、7位だったアメリカのジム・ソープがアマチュア規定に違反していたということで失格したため8位に繰り上がった。しかし、1982年にソープの失格は取り決され、アイアンズの順位は再び9位に戻された。